# Settlefish
Settlefish è stato un gruppo indie rock nato nel 2001 a Bologna i cui pezzi sono esclusivamente in lingua inglese. Il cantante, Jonathan Clancy, è nato in Canada.

## Storia del gruppo
Il loro primo album, Dance A While, Upset, del 2003, raccoglie i pezzi composti e suonati ai concerti nei loro primo tre anni di attività. In seguito diventa uno dei primi gruppi italiani in assoluto ad essere messo sotto contratto da una casa discografica statunitense, nel loro caso la Deep Elm, etichetta indipendente. Per questo nel 2003, tra marzo e aprile partecipa al tour benefit "Too young to die", organizzato dalla Deep Elm con l'associazione americana contro il suicidio giovanile. Al termine del tour, al seguito della defezione del precedente bassista Stefano Pilia, subentra Paul Pieretto.
A inizio 2005 per la Deep Elm esce il loro secondo album, The Plural of the Choir. Al disco ha collaborato anche l'amico Jukka Reverberi dei Giardini di Mirò. Dopo l'uscita dell'album parte per il gruppo una serie intensiva di concerti negli Stati Uniti, esibizioni in mezza Europa, compresa ovviamente la madrepatria, nonché qualche apparizione su MTV. Il secondo tour statunitense porta ad un ulteriore cambio di formazione: dopo l'abbandono del batterista Phil Soldati entra nel gruppo Federico Oppi.
Verso la fine del 2006, la band si esibisce in un breve tour riarrangiando il proprio repertorio in chiave acustica, al termine del quale registrano un E.P. di sei tracce. L'album sarà pubblicato soltanto nel giugno 2007 in un'edizione a tiratura limitata con il titolo The Quiet Choir, considerato dalla band come un'estensione di The Plural of the Choir come dichiarato sul retro dell'album stesso.
Nello stesso anno i Settlefish pubblicano il terzo album, intitolato Oh dear. Nel 2009 partecipano al progetto Afterhours presentano: Il paese è reale (19 artisti per un paese migliore?), promosso da Manuel Agnelli degli Afterhours, con l'inedito Catastrophy Liars. Nel 2010 esce uno split ep con il gruppo italiano Cut, dove è contenuta la traccia Oh Dear!, brano inedito che riprende il titolo dell'album. Pubblicato per Riff Records è l'ultimo lavoro del gruppo.
Il gruppo infatti ufficialmente non si è sciolto, ma dal 2010 il sito ufficiale è stato chiuso e non ci sono state più notizie. Jonathan, Federico e Paul sono impegnati con il nuovo gruppo A Classic Education. Jonathan Clancy ha anche un progetto solista con il nome His Clancyness. Bruno Germano gestisce il Vacuum Studio a Bologna e produce i lavori di molte band. Emilio Torreggiani si occupa della produzione di video con Opificio Ciclope e fa parte dei Tenebra. Il primo bassista della band, Nicola Di Virgilio, fa parte dei Phidge. Stefano Pilia, membro del gruppo fino al 2003, ora fa parte dei Massimo Volume.

## Influenze
Tra le loro influenze si possono inserire gruppi come Modest Mouse, Red Red Meat, June of 44, Television, At the Drive-In.

## Formazione

### Formazione attuale
- Jonathan Clancy - voce, chitarra (2001-2008)
- Emilio Torreggiani - chitarra  (2001-2008)
- Bruno Germano - chitarra, farfisa, sintetizzatore, cori (2001-2008)
- Paul Pieretto - basso, sampler, cori (2003-2008)
- Federico Oppi - batteria, percussioni (2006-2008)

### Ex componenti
- Stefano Pilia - basso (2001-2003)
- Phil Soldati - batteria, percussioni  (2001-2006)

## Discografia

### Album in studio
- 2003 - Dance A While, Upset (Unhip Records)
- 2005 - The Plural of the Choir (Deep Elm-Unhip Records)
- 2007 - Oh Dear! (Unhip Records)

### EP
- 2007 - The Quiet Choir EP (Deep Elm-Unhip Records)

## Collaborazioni
- 2003 - Hearts Bleed Blue (compilation di gruppi della Deep Elm)
- 2003 - Too Young To Die (compilation di gruppi della Deep Elm)
- 2003 - Emo Diares No. 9, (compilation di gruppi della Deep Elm)
- 2004 - Desert City Soundtrack (con i Sounds Like Violence)
- 2009 - Afterhours presentano: Il paese è reale (19 artisti per un paese migliore?) con il brano inedito Catastrophy liars
- 2010 - Cut/Settlefish Split EP (con i Cut)